# The Wind and the Lion
The Wind and The Lion (br O Vento e o Leão / pt O Leão e o Vento) é um filme estadunidense de 1975, dirigido por John Milius.
O filme foi completamente filmado na Espanha (Almeria, Granada e Sevilha)

## Sinopse
Para tentar constranger o sultão do Marrocos e obter um conflito com os Estados Unidos, Moulay Ahmed Abdallah Ibn Muhammad Ibn al-Raisuli, conhecido como "o Raisuli" um chefe berber seqüestra um empresário americano que obtenha do presidente Theodore Roosevelt um modo de ameaçar o país africano, o que não aconteceu. Na fita, que é o seqüestro de uma mulher rica e viúva, que é liberado pelos sequestradores acaba por ser capturado pelos alemães por ordem do Kaiser. O chefe árabe consegue escapar com a ajuda da jovem viúva e ir até o presidente Roosevelt.